# هرم مزغونة الجنوبي

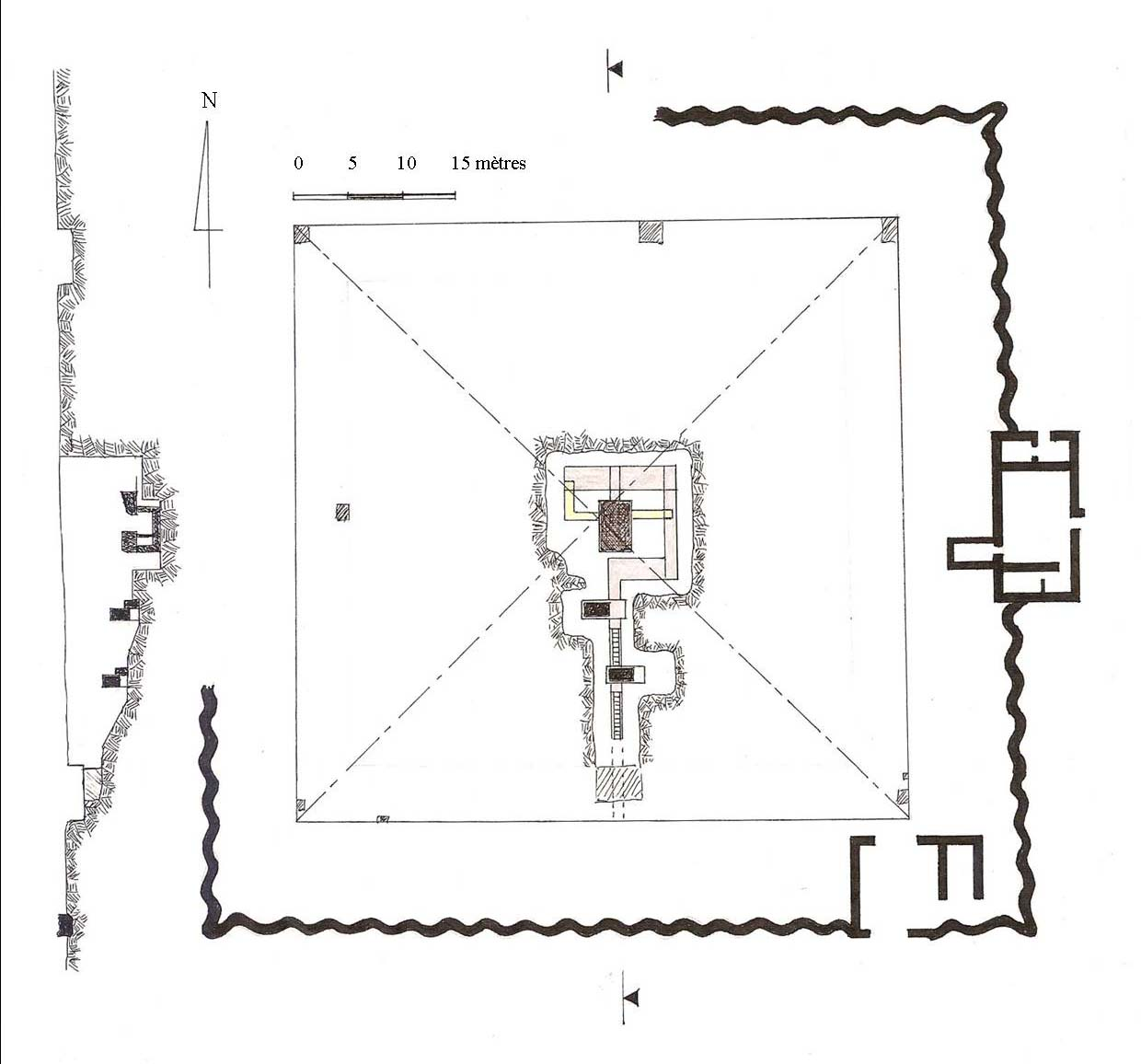
مخطط هرم مزغونة الجنوبي.

هرم مزغونة الجنوبي هو هرم مصري بني خلال الأسرة الثانية عشر أو الأسرة الثالثة عشر في مزغونة، 5 كم جنوب دهشور، مصر. لم يتم الانتهاء من المبنى، ولا يزال غير معروف من كان الملك الذي يملكه، حيث لم يتم العثور على نقش مناسب. 
أعيد اكتشاف الهرم في عام 1910 بواسطة إرنست ماكاي وحفره في العام التالي بواسطة فلندرز بيتري.

## الإسناد
يشترك المبنى في بعض أوجه التشابه البنيوية مع هرم هوارة لأمنمحات الثالث، ولهذا السبب يُنسب عادةً إلى ابنه أمنمحات الرابع (حوالي نهاية القرن التاسع عشر قبل الميلاد). في موازاة ذلك، يعتبر هرم مزغونة الشمالي القريب مقبرة أخته سبك نفرو، آخر حكام الأسرة الثانية عشر. 
ومع ذلك، فإن بعض الباحثين مثل ويليام س. هايز يعتقد أن الهرم الجنوبي بني خلال الأسرة الثالثة عشر، على أساس بعض أوجه التشابه مع هرم خنجر. في هذه الحالة، يجب أن تكون ملكًا لأحد الملوك العديدين الذين حكموا بين بداية الأسرة الثالثة عشر وفقدان السيطرة على الإقليم الشمالي أثناء أو بعد فترة قصيرة من حكم مر نفر رع اى.

## الوصف
طول ضلع الهرم هو  52.5 م (172 قدم). يتكون البناء الأساسي من طوب اللبن ويصل ارتفاعه إلى طبقة واحدة إلى طبقتين فقط. لم يتم العثور على غلاف الحجارة. لذلك، من المستحيل تحديد معلومات حول زاوية الميل المخطط لها والارتفاع الكلي.

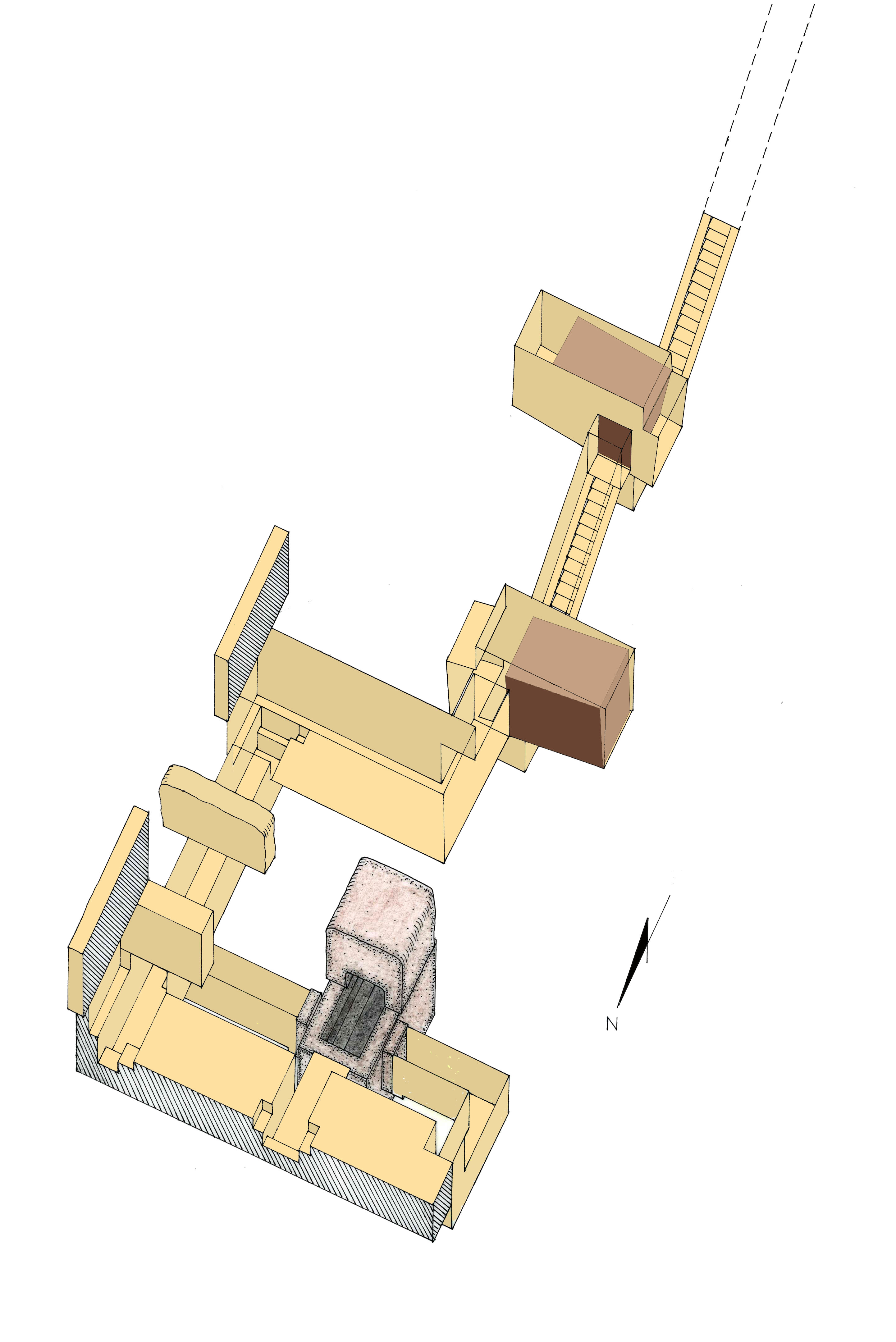
مخطط الهايبوجيوم.

يقع مدخل الهرم في منتصف الجانب الجنوبي. سلم يؤدي إلى ممر أفقي قصير. هنا كوة حائط، حيث تم دفع حجر حاجز في الممر. سلم آخر يؤدي إلى كتلة ثانية، والتي، مع ذلك، لا تزال في مكانها المناسب. 

أخيرًا، يؤدي نظام غرفة على شكل حرف U إلى حجرة الدفن، التي يعلوها سقف الجملون. تم العثور على تابوت فارغ - لكنه مستعمل - من الكوارتزيت وبعض المرفقات الجنائزية (ثلاثة مصابيح من الحجر الجيري، ووعاء مرمر على شكل بطة، ووعاء مكياج مصنوع من نفس المادة وقطعة من الحجر الأملس المصقول).
يحيط بالمجمع جدار متموج يضم بقايا المصلى في منتصف الجانب الشرقي. يتكون من غرفة مركزية كبيرة بها غرفتان على كل جانب من المخزن. تم ربط الحجرة المركزية في الزاوية الجنوبية الغربية بقاعة لتقديم القرابين ذات سقف مقبب.